# Kein Herz für Kinder
Kein Herz für Kinder (Originaltitel: I Am a Promise: The Children of Stanton Elementary School) ist ein US-amerikanischer Dokumentarfilm aus dem Jahr 1993. Die Dokumentarfilmerin Susan Raymond führte Regie. Der Film über eine Grundschule in Philadelphia wurde 1994 mit dem Oscar als „Bester Dokumentarfilm“ ausgezeichnet.

## Handlung
Susan Raymond begleitete die Schüler und Lehrer der Stanton Elementary School im Norden von Philadelphia ein Jahr lang mit der Kamera. Die Schüler sind zum größten Teil afroamerikanischer Abstammung, zwischen fünf und zehn Jahren alt und leben fast alle unterhalb der Armutsgrenze. Lehrer und Angestellte sind bemüht, für die Kinder einen sicheren, verlässlichen Ort des Lernens zu gestalten. Hoffnung auf Besserung der Gesamtsituation bringt die Neubesetzung der Direktorenstelle mit einer zupackenden, sehr motivierten Lehrerin. Doch auch die neue Direktorin kann nicht alle Missstände auf einmal beseitigen und muss in manchen Situationen widerwillig Abstriche machen. 

## Fortsetzung
15 Jahre nach I Am a Promise drehten Susan und Alan Raymond wieder an einer Schule, diesmal an einer High School in Baltimore. Daraus entstand die Dokumentation Hard Times at Douglass High: A No Child Left Behind Report Card, die die Geschichte von 1993 fortführt und zeigt, dass sich in 15 Jahren für arme, afroamerikanische Kinder in Amerika nicht viel verbessert hat. Der Titel der Fortsetzung bezieht sich auf George W. Bushs No Child Left Behind Act, ein Bildungsgesetz, das in den Vereinigten Staaten nicht unumstritten ist.

## Auszeichnungen
Bei der Oscarverleihung 1994 gewannen Susan und Alan Raymond den Academy Award für den Besten Dokumentarfilm. Bei der Emmy-Verleihung 1994 wurde der Film mit dem Emmy als „Outstanding Informational Special“ ausgezeichnet.